# Palestina ai Giochi della XXXI Olimpiade
La Palestina ha partecipato ai Giochi della XXXI Olimpiade, che si sono svolti a Rio de Janeiro, Brasile, dal 5 al 21 agosto 2016, con una delegazione di sei atleti impegnati in quattro discipline. Portabandiera alla cerimonia di apertura è stato il maratoneta Mayada Al-Sayad, alla sua prima Olimpiade.
Si è trattato della sesta partecipazione di questo paese ai Giochi estivi. Così come nelle precedenti edizioni, non sono state conquistate medaglie.

## Partecipanti

### Atletica leggera
- 100 m maschili - 1 atleta (Mohammed Abu Khoussa)
- Maratona femminile - 1 atleta (Mayada Al-Sayad)

### Equitazione
- Dressage individuale - 1 atleta (Christian Zimmermann)

### Judo
- 60 kg maschili - 1 atleta (Simon Yacoub)

### Nuoto
- 200 m stile libero maschili - 1 atleta (Ahmed Gebrel)
- 50 m stile libero femminili - 1 atleta (Mary Al-Atrash)